# Liste der Darsteller der Fernsehserie Tatortreiniger
Die Liste der Darsteller der Fernsehserie Tatortreiniger führt in einer sortierbaren Tabelle die Darsteller der Fernsehserie „Der Tatortreiniger“ mit Hauptdarsteller Bjarne Mädel auf. Weitere Informationen zu den Folgen finden sich in der Episodenliste.

| Darsteller               | Folge(n) Nummer | Bemerkungen |
| ------------------------ | --------------- | --- |
| Katharina Marie Schubert | 1, 15           | |
| Charly Hübner            | 1, 15, 31       | als Alexander Bukow aus Polizeiruf 110                                                                               |
| Anneke Kim Sarnau        | 1, 31           | als Katrin König aus Polizeiruf 110                                                                                  |
| Bernd Moss               | 2, 31           | |
| Carmen-Maja Antoni       | 2               | |
| Vanessa Stern            | 2               | |
| Christine Schorn         | 3               | |
| Michael Hanemann         | 3               | |
| Bettina Stucky           | 4, 31           | |
| Michael Wittenborn       | 4, 31           | |
| Jean-Pierre Cornu        | 5               | |
| Nicole Marischka         | 5               | |
| Alwara Höfels            | 6, 31           | |
| Christian Kerepeszki     | 6, 31           | |
| Holger Stockhaus         | 7               | |
| David Bredin             | 7               | |
| Carsten Meyer            | 7, 31           | Komponist des Soundtracks, Cameo-Auftritte                                                                           |
| Florian Lukas            | 8, 17, 31       | In Folge 17 nur am Telefon zu hören                                                                                  |
| Jörg Pose                | 8, 12, 19, 31   | Wiederkehrende Rolle als Mitarbeiter eines Bestattungsunternehmens                                                   |
| Peer Martiny             | 8, 12, 19, 31   | Wiederkehrende Rolle als Mitarbeiter eines Bestattungsunternehmens                                                   |
| Jens Rachut              | 8               | |
| Milan Peschel            | 9               | |
| Karin Hanczewski         | 10              | |
| Ronald Kukulies          | 10              | |
| Fritzi Haberlandt        | 11              | |
| André Jung               | 12              | |
| Bastian Reiber           | 12, 27, 31      | |
| Olli Dittrich            | 12, 31          | In der Rolle des Dittsche, Cameo-Auftritte. Bjarne Mädel trat ebenso in der Serie „Dittsche“ als Tatortreiniger auf. |
| Jule Böwe                | 12, 22, 31      | |
| Hilke Altefrohne         | 13              | |
| Lisa Wagner              | 13              | |
| Barbara Nüsse            | 14, 31          | |
| Matthias Brandt          | 15              | |
| Josef Heynert            | 15              | |
| Steffen Gerhard          | 15              | |
| Jan-Peter Kampwirth      | 16, 31          | |
| Stephan Grossmann        | 16              | |
| Michael Maertens         | 17, 31          | |
| Peter Maertens           | 17              | |
| Viviane De Muynck        | 18              | |
| Hendrik Arnst            | 18              | |
| Niels Bormann            | 19, 31          | |
| Stephanie Stremler       | 19, 31          | |
| Annika Meier             | 20              | |
| Björn Meyer              | 21, 31          | |
| Anna Schudt              | 22              | |
| Thomas S. Mir            | 22              | |
| Uwe Seeler               | 22              | |
| Simon Schwarz            | 23              | |
| Verena Mundhenke         | 23              | |
| Antonia Bill             | 23              | |
| Harald Burmeister        | 24, 31          | |
| Sebastian Weber          | 24              | |
| Olli Schulz              | 24, 29, 30      | |
| Jan Georg Schütte        | 24, 29          | |
| Werner Wölbern           | 24, 29          | |
| Sebastian Blomberg       | 25, 31          | |
| Rafael Stachowiak        | 25              | |
| Katrin Wichmann          | 25              | |
| Sandra Hüller            | 26              | |
| Jan Peter Heyne          | 26              | |
| Bodil Hindhede           | 26              | |
| Carol Schuler            | 27              | |
| Stephan Schad            | 27              | |
| Roswitha Quadflieg       | 27              | |
| Pia Hierzegger           | 28              | |
| Lina Beckmann            | 28              | |
| Margrit Osterwold        | 28              | |
| Thomas Niehaus           | 30              | |
| Angelika Richter         | 30              | |
| Frank Kienitz            | 30              | |
| Fred Lobin               | 30              | |
| Jens Harzer              | 31              | |
| Anita Vulesica           | 31              | |
| Arne Feldhusen           | 31              | |
| Marten Laciny            | 31              | |
| Linda Zervakis           | 31              | |
| Robert Hertel            | 31              | |
| Joyce Mayne Sanha        | 31              | |